# اناندور، کارناتاکا
اناندور، کارناتاکا (به انگلیسی: Anandur, Karnataka) یک منطقهٔ مسکونی در هند است که در کارناتاکا واقع شده است.

## خصوصیات
اناندور ۱٬۵۷۰ نفر جمعیت دارد.